# 小行星1690
小行星1690（1690 Mayrhofer）是一颗围绕太阳公转的小行星。1948年11月8日，瑪格麗特·盧吉埃在尼斯发现了此天体。
該小行星以奧地利數學家和業餘天文學家卡爾·梅爾霍夫（Karl Mayrhofer）命名。
这颗小行星的绝对星等为157.19226等。